# Giuseppe Lechi

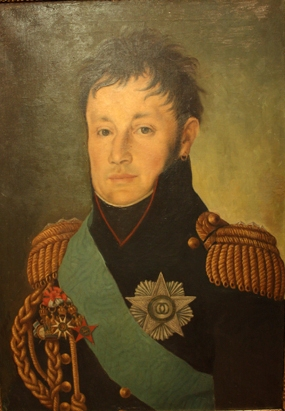
Giuseppe Lechi

Giuseppe Lechi (* 15. Dezember 1766 in Aspes di San Zeno Naviglio bei Brescia; † 9. August 1836 in Montirone) war ein italienischer General, der im Dienste Napoleons bekannt wurde. Er war Graf von Bagnolo, von Nogarole und von Meduna, Reichsgraf (mit Landkonzessionen in Pommern), Kommandant der Ehrenlegion und des Ordens der Eisernen Krone.

## Leben
Er wurde 1766 als älteste Sohn des Grafen Faustino und der Gräfin Doralice Bielli, die gemeinsam 19 Kinder großzogen geboren. Sein Großvater Pietro war ein berühmter Freimaurer und Anhänger der Aufklärung. Vier seiner Brüder (Luigi, Teodoro, Giacomo und für kurze Zeit Angelo) wählten die militärische Karriere und bekleideten revolutionäre Positionen. Sein Onkel väterlicherseits Galliano (* 1. August 1739 in Brescia; † 23. Juli 1797 in Cepina) war ein gewaltbereiter Abenteurer, der wegen kriminelles Banditentum von 1779 bis 1785 in den Katakomben von Venedig schmachtete. Galliano beeinflusste die Jugend von Giuseppe stark, die vielen gemeinsamen Aktionen an der Seite des gewaltbereiten Onkels prägten dessen späteren düsteren Charakter.
Giuseppe Lechi absolvierte sein Sekundarstudium am Theresianischen Schule in Wien und trat 1785 beim Ulanen-Regiment in Modena ein. In Wien freundete er sich mit dem polnischen Prinz Joseph Poniatowski und mit Graf Johann Palffy an, letzter war österreichischer General, der 1800 bei Marengo fallen sollte. Am 7. Oktober 1788 wurde er Leutnant im Regiment „Kaiser“ und nahm 1792 an der Belagerung von Speyer teil, wo er verwundet und zum Hauptmann befördert wurde. Es lebte dann vorübergehend in Wien, wo er begann, sich revolutionären Ideen anzunähern. Nach seiner Abreise im Jahr 1795 kehrte Lechi nach Brescia zurück, wo er mit seinen Brüdern Giacomo, Angelo, Bernardino und Teodoro das Casino dei buona amici besuchte, einen damals pro-französischen Club. Im August 1795 befand er sich mit seinem Onkel Galliano bei Überfällen im Veltlin und später im Mailänder Raum. Am 18. März 1797 gehörte er zu den Protagonisten des antivenezianischen Aufstands, der zur Geburt der Republik Brescia führte. Lechi war es, der dem Verwalter der Serenissima die Sezessions-Erklärung vorlas. Von der provisorischen Regierung zum Oberbefehlshaber der revolutionären Milizen ernannt, führte er jene Truppen an, die zwischen Ende März und Juni 1797 mit ungewissem Ausgang in den Tälern von Brescia und bei Salò kämpften, um den antirevolutionären Streitkräften ein Ende zu bereiten. Im Juli trat er in Mailand in die Reihen der Armee der Cisalpinischen Republik ein. Im Januar 1798 wurde er zum General und Kommandeur einer Brigade ernannt; er führte seine Truppen im folgenden Feldzug in den Regionen Romagna, Umbrien und Marken (im Dezember 1797 stand er an der Spitze der Truppen die Pesaro besetzten). 1799 stand er an der Spitze einer der beiden Brigaden der Cisalpina-Armee, die im Veltlin und in Graubünden operierten, wo er bei Taufers zur Niederlage der Österreicher beitrug. Das ungünstige Ergebnis der französischen Truppen bei anderen Zusammenstößen zwang ihn aber seine Truppen zurückzuziehen und nach Mailand zurückzukehren. Sein Verhalten bei den Operationen brachte ihm jedoch die Verleihung eines Ehrensäbels ein. Angesichts des österreichisch-russischen Vormarsches unter Suworow in Norditalien verließ Lechi die Lombardei und ging nach Frankreich.
Im Auftrag von Napoleon Bonaparte organisierte er in Dijon eine italische Legion. Er wurde 1799 zum Brigadegeneral ernannt; sein Stabschef war Pietro Teulié, zukünftiger Kriegsminister der Cisalpinischen Republik. Ab Dezember erreichte die Legion bereits eine Stärke von 4000 Mann und wurde in die Reservearmee eingegliedert, deren Kommando am 9. Mai 1800 von Bonaparte übernommen wurde. Nach der Passage des Großen St. Bernhard wurden die Truppen des Prinzen de Rohan bei Varallo abgedrängt und am 4. Juni Varese erreicht, von wo aus in zwei Kolonnen nach Lecco und Bergamo weiter marschiert wurde. Am 10. Juni 1800 zog das Heer in Brescia ein. Lechi trug mit seiner Legion zum glücklichen Ausgang der Schlacht von Marengo (14. Juni) bei, indem er die österreichischen Verstärkungen aus Mantua blockierte. In Pisogne hatte er sich mit den Truppen von MacDonald vereinigt und marschierte nordwärts ins Trentino vor und besetzte im Januar 1801 Trient.
Nach dem Frieden von Lunéville (9. Februar 1801) erhielt er das Kommando über die Mailänder Division; im November wurde er zum Abgeordneten der Comizi von Lyon gewählt, und im Januar 1802 wurde er Mitglied der gesetzgebenden Körperschaft der Italienischen Republik. Sein politisches Wirken war nur von kurz Dauer, vielleicht auch aufgrund einer Rivalität mit dem Vizepräsidenten Melzi d’Eril. 1803 gab Lechi das Kommando über den Militärbezirk Mailand ab und nahm unter dem Kommando von Gouvion-Saint-Cyr am Feldzug in Apulien teil. Im Dezember 1803 ging er nach Paris und nahm im Dezember 1804 an der Krönungszeremonie Napoleons teil. Im Januar 1805 erhielt er in den Tuilerien das Ritterkreuz der Ehrenlegion (erste Ernennung) und am 26. Mai nahm er in Mailand an der Krönung Napoleons zum König von Italien teil. Zwischen dem 13. und 15. Juni 1805 hielt er sich in Montirone (Raum Brescia) auf, wo die Familie Lechi den Kaiser beherbergte. Im November 1805 nahm er, noch unter Gouvion-Saint-Cyr, an der Einschließung von Venedig teil und behinderte die österreichischen Truppen in Castelfranco. Unter dem Oberbefehl von Marschall Andre Massena beteiligte er sich dann zwischen Ende 1805 und 1806 an der Besetzung des Königreich Neapel. Am 24. November 1807 wurde er beauftragt eine neue italienische Division in Avignon aufzustellen, die dann der Observationsarmee in den östlichen Pyrenäen eingegliedert wurde. Ab Januar 1808 nahm er an der Besetzung Spaniens teil und besetzte am 29. Februar die Zitadelle von Barcelona. Am 30. Juni nahm er unter dem Oberbefehl des Generals Duhesme am Kampf um die Brücke von El-Rey (über den Llobregat) und am 8. November am Gefecht von Sant’Andrea teil. Vom 13. Juli bis 10. September 1809 war er Militärkommandant von Barcelona und nahm am 22. Mai auf Befehl von General Verdier an der Belagerung von Gerona teil. 1809 stand er in Frankreich vor einem Gerichtsverfahren, in seinem spanischen Militärbereich wurde er mit Vorwürfen von Gewalt, Unterschlagung und Missbrauch angeklagt, zudem war er auch an einer Verschwörung des General Domenico Pino verwickelt. Er wurde auf Anordnung von Marschall Charles Augereau beurlaubt; am 15. September 1810 nach Paris gesandt und am 3. Oktober verhaftet. Für die dem Kaiserreich geleisteten Dienste ersparte ihm Napoleon das Kriegsgericht; Lechi wurde ohne Urteil freigelassen, zudem blieb die Grundlage der Anschuldigungen ungewiss.
Nachdem König Joachim Murat, der sich schon 1800 mit ihm angefreundet hatte, den Kaiser um seine Dienste bat, ließ Napoleon den General bis an die Grenze eskortieren und am 30. Oktober 1813 den Neapolitanern übergeben. In Neapel wurde Lechi dann zum Generalleutnant und Adjutanten des Königs ernannt, zudem wurde er Gouverneur von Apulien und war verantwortlich für die Geheimpolizei des Königreiches. Im Februar 1814 besetzte er im Rahmen des neapolitanischen Feldzugs die Toskana, wurde zum Gouverneur in Florenz ernannt und trat Livorno an die englische Flotte ab. 1815 nahm Lechi an Murats Unabhängigkeitsfeldzug gegen Österreich teil und zeichnete sich als Kommandant der 3. Division bei Massa (11. April) aus, in Forlimpopoli wurde er am 21. April aber geschlagen. Nach der endgültigen Niederlage von Murat versuchte er, nach Frankreich zu entkommen, wurde aber von den Österreichern, die die Toskana besetzten, gefangen genommen und zu drei Jahren Festung verurteilt, die er zuerst in Temesvar, dann in Laibach absitzen musste.
Im Februar 1818 aus der Haft entlassen, kehrte er nach Italien zurück und ließ sich in der Villa Montirone nieder. Seitdem wurde er ständig von der österreichischen Polizei überwacht, sein Verhalten bot jedoch keinen Anlass zur weiteren Verdächtigung. Lechi starb im August 1836 in Brescia an der Cholera. Am 15. Juni 1818 hatte er noch Sextia-Eléonore Siméon (* 10. April 1784 in Aix-en-Provence; ✝ 9. Januar 1847 in Brescia) geheiratet, welche vorher mit General Jean Aulay de Launay zusammenlebte und eine Tochter des Grafen Joseph Jérôme Siméon war. Letzterer war als ehemaliger Innenminister und Präsident des Staatsrates von Westfalen auch Baron es Kaiserreiches, nach der Restauration Staatssekretär König Louis XVIII. und Peer von Frankreich.